# Chugai Pharmaceutical Co.
Chugai Pharmaceutical Co., Ltd. (中外製薬株式会社 Chūgai Seiyaku Kabushikigaisha?) é uma companhia farmacêutica japonesa, sediada em Tóquio.

## História
A empresa foi estabelecida nos 60.